# 蘆淞区
蘆淞区（ろしょう-く）は中華人民共和国湖南省株洲市に位置する市轄区。

## 行政区画
- 街道弁事所：賀家土街道、建設街道、建寧街道、董家塅街道、慶雲街道、楓渓街道、竜泉街道
- 鎮：白関鎮